# Ћетил Јансруд
Ћетил Јансруд (норв. Kjetil Jansrud; 25. август 1985) норвешки је алпски скијаш. Такмичи се у свим дисциплинама а највише успеха остварио је у спусту и супервелеслалому. Освајач је златне медаље у супервелеслалому на Зимским олимпијским играма у Сочију 2014. године.

## Каријера
На такмичењима Међународне скијашке федерације (ФИС) дебитовао је у децембру 2000. у Аурдалу у дисциплини велеслалом. Од сезоне 2002/03. такмичи се у Европа купу. У сезони 2004/05. победио је на два слалома и два велеслалома у такмичењу Европа купа. Захваљујући овим и другим добрим резултатима освојио је мале кристалне глобусе у слалому и велеслалому, док је у укупном поретку поделио прво место са Ханесом Рајхелтом. Тих година, такмичећи се на јуниорским првенствима света, освојио је сребрне медаље у велеслалому и комбинацији.
У Светском купу је дебитовао 19. јанаура 2003. на слаломској трци у Венгену. Од сезоне 2003/04. редовно учествује у такмичењима Светског купа. Током своје дебитантске сезоне једини пласман који је остварио било је 29. место у велеслалому који је одржан у Флахауу. Наредне сезоне најбољи пласман у Светском купу му је било 19. место у велеслалому одржаном у Алта Бадији.
Након успешне сезоне у Европа купу у сезони 2005/06. остварио је и прве запаженије резултате у Светском купу. Био је четврти у слалому одржаном у Бивер Крику и шести у комбинацији у Венгену. На Зимским олимпијским играма у Торину био је десети у комбинацији.
Сезону 2006/07. пропустио је због повреде, да би се такмичењима вратио наредне сезоне али без већег успеха. У сезони 2008/09. први пут се пласирао на победничко постоље, освајањем трећег места у велеслалому одржаном у Аделбодену. Ту сезону је завршио на деветом месту у поретку велеслалома. На светском првенству у Вал д'Изеру најбољи резултат му је било девето место у комбинацији.
На почетку сезоне 2009/10. Јансруд је у Зелдену и Бивер Крику остварио пласмане међу првих десет. Поред тога у Бивер Крику је по први пут освојио поене и у спусту освајањем 23. места. У Крањској Гори је освојио друго и треће место у велеслалому, што је био његов најбољи резултат до тада у Светском купу. На Зимским олимпијским играма 2010. у Ванкуверу освојио је друго место у велеслалому. Сезону је завршио на седмом месту у поретку велеслалома и на седамнаестом у укупном поретку.
Током сезоне 2010/11. Јансруд је наставио да напредује. Освојио је два друга места у тркама велеслалома одржаним у Бивер Крику у Хинтерштодеру а сезону је завршио на четвртом месту поретку велеслалома. Поред тога био је трећи у поретку такмичења у комбинацији и тринаести у укупном поретку. На светском првенству у Гармиш-Партенкирхену био је пети у велеслалому и десети у суперкомбинацији, док је остао без пласмана у слалому и супервелеслалому. Током 2010. и 2011. био је два пута првак Норвешке у велеслалому и једном у супервелеслалому.
У сезони 2011/12. остварио је напредак у брзинским дисциплинама спуст и супервелеслалом. Десет пута се пласирао међу првих десет, укључујући и два трећа места. Прву победу је остварио 4. марта 2012. у супервелеслалому одржаном у Квитфјелу. Сезону је завршио на четвртом месту у поретку супервелеслалома и на осмом месту у укупном поретку. У фебруару 2013. доживео је повреду на светском првенству у Шладмингу због које је морао да прекине сезону.
Такмичењима у Светском купу вратио се крајем новембра 2013. у Лејк Луизу. Те сезоне остварио је победе у спусту и супервелеслалому у Квитфјелу као и златну медаљу у супервелеслалому на Зимским олимпијским играма у Сочију.

## Резултати у Светском купу

### Пласмани на крају сезоне
| Сезона    | Укупно                        | Слалом                        | Велеслалом                    | Супервелеслалом               | Спуст                         | Комбинација                   |
| --------- | ----------------------------- | ----------------------------- | ----------------------------- | ----------------------------- | ----------------------------- | ----------------------------- |
| 2003/04.. | 140                           | –                             | 53                            | –                             | –                             | —                             |
| 2004/05.. | 98                            | 58                            | 39                            | –                             | –                             | —                             |
| 2005/06.. | 43                            | 21                            | 46                            | –                             | –                             | 15                            |
| 2006/07.. | није се такмичио због повреде | није се такмичио због повреде | није се такмичио због повреде | није се такмичио због повреде | није се такмичио због повреде | није се такмичио због повреде |
| 2007/08.. | 111                           | 53                            | 47                            | –                             | –                             | —                             |
| 2008/09.. | 34                            | –                             | 9                             | 40                            | –                             | —                             |
| 2009/10.. | 17                            | –                             | 7                             | 28                            | 47                            | 10                            |
| 2010/11.. | 13                            | 41                            | 4                             | 27                            | 46                            | 3                             |
| 2011/12.. | 8                             | 49                            | 9                             | 4                             | 19                            | 7                             |
| 2012/13.. | 13                            | –                             | 21                            | 8                             | 10                            | 11                            |
| 2013/14.. | 6                             | –                             | 29                            | 2                             | 4                             | 13                            |

### Победе
- 14 победа – (6 у спусту, 6 у супервелеслалому, 1 у паралелном велеслалому, 1 у комбинацији)

| Сезона    | Датум              | Место       | Дисциплина           |
| --------- | ------------------ | ----------- | -------------------- |
| 2011/12.. | 4. март 2012.      | Квитфјел    | Супервелеслалом      |
| 2012/13.. | 28. фебруар 2013.  | Квитфјел    | Спуст                |
| 2012/13.. | 2. март 2014.      | Квитфјел    | Супервелеслалом      |
| 2014/15.. | 29. новембар 2014. | Лејк Луиз   | Спуст                |
| 2014/15.. | 30. новембар 2014. | Лејк Луиз   | Супервелеслалом      |
| 2014/15.. | 5. децембар 2014.  | Бивер Крик  | Спуст                |
| 2014/15.. | 20. децембар 2014. | Вал Гардена | Супервелеслалом      |
| 2014/15.. | 25. јануар 2015.   | Кицбил      | Спуст                |
| 2014/15.. | 8. март 2015.      | Квитфјел    | Супервелеслалом      |
| 2014/15.. | 18. март 2015.     | Мерибел     | Спуст                |
| 2015/16.. | 22. децембар 2015. | Алта Бадија | Паралелни велеслалом |
| 2015/16.. | 15. јануар 2016.   | Венген      | Комбинација          |
| 2015/16.. | 6. фебруар 2016.   | Џеонгсеонг  | Спуст                |
| 2015/16.. | 13. март 2016.     | Квитфјел    | Супервелеслалом      |